# Torneo de Nottingham 2021
El Viking Open Nottingham 2021 fue un torneo profesional de tenis jugado en canchas de césped al aire libre. Fue la 13.ª edición del evento para las mujeres. Se llevó a cabo en Nottingham (Reino Unido) entre el 7 y el 13 de junio de 2021.

## Distribución de puntos
| Modalidad           | Campeona | Finalista | Semifinales | Cuartos de final | 2.ª ronda | 1.ª ronda | Clasificadas | 2.ª ronda de clasificación | 1.ª ronda de clasificación |
| Individual femenino | 280      | 180       | 110         | 60               | 30        | 1         | 18           | 12                         | 1                          |
| Dobles femenino     | 280      | 180       | 110         | 60               | 1         | -         | -            | -                          | -                          |

## Cabezas de serie

### Individuales femenino
| Tenista             | Ranking | Preclasificada |
| Johanna Konta       | 20      | 1              |
| Alison Riske        | 28      | 2              |
| Donna Vekić         | 36      | 3              |
| Shuai Zhang         | 48      | 4              |
| Danielle Collins    | 50      | 5              |
| Marie Bouzková      | 52      | 6              |
| Kristina Mladenovic | 61      | 7              |
| Alison Van Uytvanck | 67      | 8              |
| Heather Watson      | 71      | 9              |
| Viktorija Golubic   | 72      | 10             |
| Camila Giorgi       | 80      | 11             |
| Nao Hibino          | 82      | 12             |
| Madison Brengle     | 84      | 13             |
| Lauren Davis        | 86      | 14             |
| Nina Stojanović     | 87      | 15             |
| Zarina Diyas        | 93      | 16             |
| Tereza Martincová   | 94      | 17             |
| Christina McHale    | 95      | 18             |

- Ranking del 31 de mayo de 2021.[2]

### Dobles femenino
| Tenista                           | Ranking | Preclasificadas |
| Yifan Xu Shuai Zhang              | 55      | 1               |
| Caroline Dolehide Storm Sanders   | 106     | 2               |
| Lyudmyla Kichenok Makoto Ninomiya | 109     | 3               |
| Kaitlyn Christian Nao Hibino      | 126     | 4               |

## Campeonas

### Individual femenino
Johanna Konta venció a  Shuai Zhang por 6-2, 6-1

### Dobles femenino
Lyudmyla Kichenok /  Makoto Ninomiya vencieron a  Caroline Dolehide /  Storm Sanders por 6-4, 6-7(3-7), [10-8]